# Marcelo Misetich
Marcelo Alejandro Misetich (Córdoba, Córdoba, 8 de abril de 1968) es un exfutbolista argentino que jugaba como arquero.

## Trayectoria

### Racing de Córdoba
Misetich debutó en con la camiseta de Racing de Córdoba en 1988. En la academia cordobesa jugó hasta 1992.

### Deportivo Morón
En 1992 llegó a Deportivo Morón, donde tuvo un breve paso.

### San Martín de San Juan
En 1993 pasó a San Martín de San Juan. En su primera temporada en el club estuvo muy cerca del ascenso, aunque no pudo conseguirlo. En 1995 se coronó campeón del Torneo del Interior y obtuvo el ascenso a la B Nacional. En el equipo sanjuanino jugó hasta el año 2000, llegando a superar los 150 partidos disputados.

### Estudiantes
Luego de su gran rendimiento en el equipo de San Juan, se unió a Estudiantes. Con el pincha disputó la temporada 2001/02.

### Tiro Federal
De cara a la temporada 2002/03 pasó a Tiro Federal. En su primera temporada se consagró campeón del Argentino A, al vencer a Racing, y ascendió a la B Nacional. Jugó en el equipo rosarino hasta 2004.

### Patronato
En 2004 llegó a Patronato. En el equipo de Paraná tuvo un breve paso.

### Atlético Tucumán
En el año 2005 se mudó a San Miguel de Tucumán, para vestir la camiseta de Atlético Tucumán.

### Independiente Rivadavia
A mediados de 2005 se sumó a Independiente Rivadavia.

### Estudiantes de Río Cuarto
En 2006 regresó a Córdoba y se sumó a Estudiantes de Río Cuarto. En el celeste de Río Cuarto se retiró del fútbol.

## Clubes
| Club                      | País      |
| ------------------------- | --------- |
| Racing de Córdoba         | Argentina |
| Deportivo Morón           | Argentina |
| San Martín de San Juan    | Argentina |
| Estudiantes               | Argentina |
| Tiro Federal              | Argentina |
| Patronato                 | Argentina |
| Atlético Tucumán          | Argentina |
| Independiente Rivadavia   | Argentina |
| Estudiantes de Río Cuarto | Argentina |

## Palmarés
| Título      | Equipo                 | País      | Año     |
| ----------- | ---------------------- | --------- | ------- |
| Argentino A | San Martín de San Juan | Argentina | 1994/95 |
| Argentino A | Tiro Federal           | Argentina | 2002/03 |